# Церква Покрови Пресвятої Богородиці (Рай)
Церква Покрови Пресвятої Богородиці в Раю — парафія і храм греко-католицької громади Бережанського деканату Тернопільсько-Зборівської архієпархії Української греко-католицької церкви в селі Рай Тернопільського району Тернопільської области.
Оголошена пам'яткою архітектури місцевого значення.

## Історія церкви
Храм був збудований у 1878 році. Парафія діяла як дочірня від Бережанської, і її обслуговували священники з Бережанської церкви Пресвятої Трійці. У 1946 році державна влада закрила храм.
Парафія відновила свою діяльність у 1991 році.
Ще за рік до того храм, що увійшов до структури УГКЦ, освятили о. Роман Шафран, Ярослав Івасюк та інші священники. Пізніше відбулося внутрішнє освячення.
У 2012 році львівський іконописець Орест Рабик виконав новий іконостас.
При парафії діють спільнота «Матері в молитві», Марійська дружина та Вівтарна дружина.
На території села встановлено дві фігури Матері Божої та хрест на честь скасування панщини. У власності парафії є церква, дзвіниця та церковне подвір'я.

## Парохи
- о. Богдан Стойко,
- о. Роман Маслій,
- о. Сергій Олійник,
- о. Олег Дідух (з 2011).